# دانا سیسلووا
دانا سیسلووا (چکی: Dana Syslová؛ زادهٔ ۱۱ نوامبر ۱۹۴۵) بازیگر اهل جمهوری چک است.
از فیلم‌ها یا برنامه‌های تلویزیونی که وی در آن نقش داشته‌است، می‌توان به عملیات سیلور ای و خیابان اشاره کرد.